# Party Girl (StaySolidRocky)
Party Girl è un singolo del rapper statunitense StaySolidRocky, pubblicato il 21 aprile 2020 come terzo estratto dal primo EP Fallin'.

## Descrizione
Il brano è diventato virale su TikTok nei primi mesi del 2020, permettendo al rapper di firmare un contratto con la Columbia.

## Tracce
Testi e musiche di Darak Figeroua e Edgar Bustios.
Download digitale
1. Party Girl – 2:27

Download digitale – Remix
1. Party Girl (con Lil Uzi Vert) (Remix) – 2:27

Download digitale – Vize Remix
1. Party Girl (con i Vize) (Vize Remix) – 2:34

## Formazione
- StaySolidRocky – voce, registrazione
- Nashi – produzione
- TheDonrrrm – mastering, missaggio

## Successo commerciale
Grazie a 8,2 milioni di stream e 1 000 copie digitali, il brano ha fatto il suo ingresso nella Billboard Hot 100 al numero 84 nella pubblicazione del 9 maggio 2020, segnando la prima entrata del rapper nella prestigiosa classifica.

## Classifiche

### Classifiche settimanali
| Classifica (2020) | Posizione massima |
| ----------------- | ----------------- |
| Argentina         | 64                |
| Australia         | 19                |
| Austria           | 43                |
| Belgio (Fiandre)  | 44                |
| Belgio (Vallonia) | 53                |
| Canada            | 15                |
| Danimarca         | 22                |
| Estonia           | 22                |
| Francia           | 103               |
| Germania          | 61                |
| Grecia            | 8                 |
| Irlanda           | 10                |
| Islanda           | 35                |
| Italia            | 98                |
| Lituania          | 14                |
| Norvegia          | 31                |
| Nuova Zelanda     | 21                |
| Paesi Bassi       | 36                |
| Portogallo        | 9                 |
| Regno Unito       | 13                |
| Repubblica Ceca   | 30                |
| Slovacchia        | 36                |
| Stati Uniti       | 21                |
| Svezia            | 34                |
| Svizzera          | 36                |
| Ungheria          | 15                |

### Classifiche di fine anno
| Classifica (2020) | Posizione |
| ----------------- | --------- |
| Australia         | 93        |
| Canada            | 65        |
| Portogallo        | 54        |
| Stati Uniti       | 64        |
| Ungheria          | 61        |